# Bœrsch
Bœrsch (Börsch in tedesco) è un comune francese di 2 470 abitanti situato nel dipartimento del Basso Reno nella regione del Grand Est.

## Società

### Evoluzione demografica
Abitanti censiti